# Octomeron
Octomeron  é um gênero botânico da família Lamiaceae.

## Espécies
Octomeron montanum

## Nome e referências
Octomeron Robyns